# 17 de junho
17 de junho é o 168.º dia do ano no calendário gregoriano (169.º em anos bissextos). Faltam 197 dias para acabar o ano.

## Eventos históricos

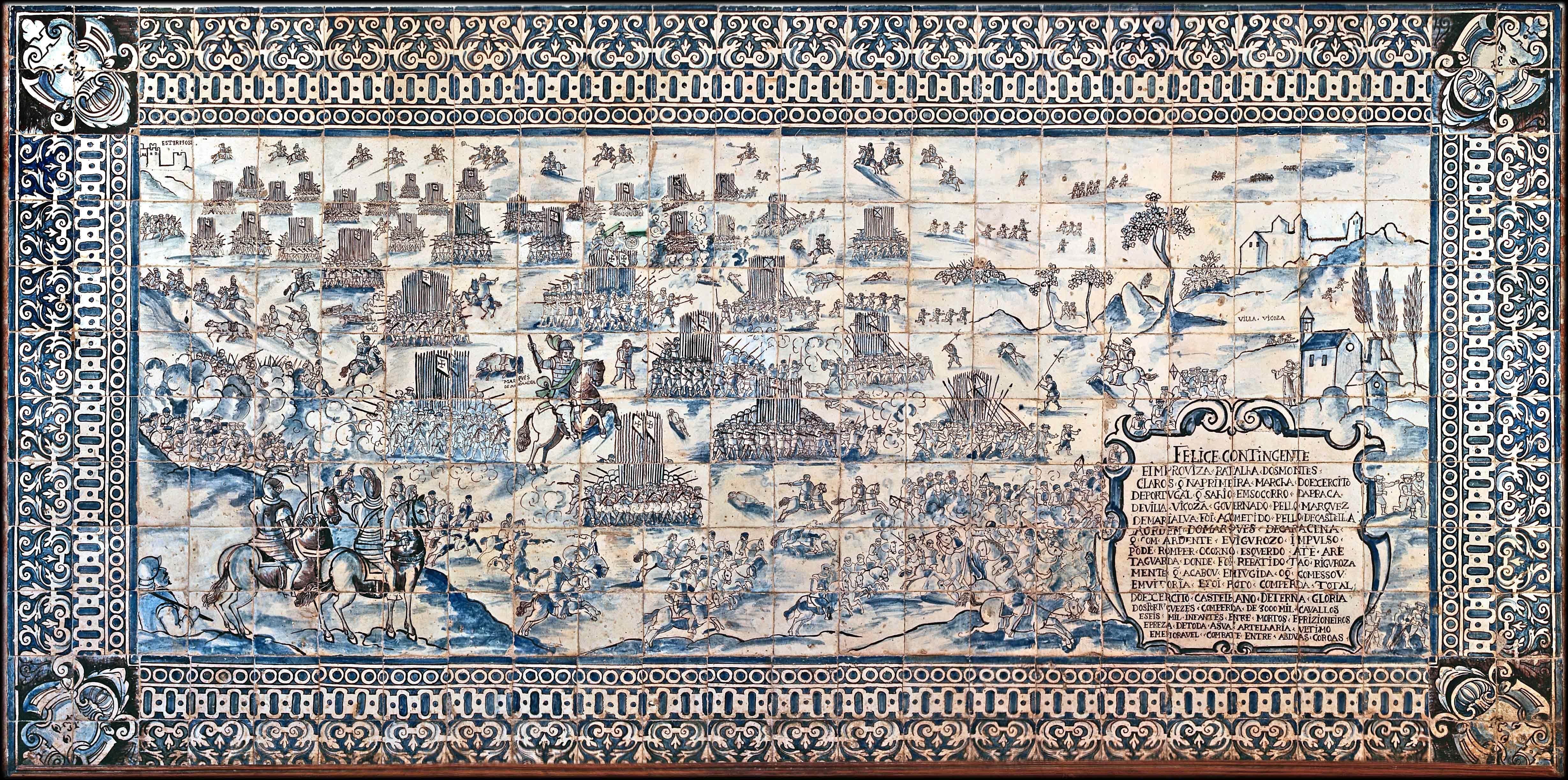
1665: Batalha de Montes Claros

1922: Rota da primeira travessia aérea do Atlântico Sul

- 0653 — Papa Martinho I é preso no Palácio de Latrão antes de ser levado a Constantinopla e julgado por alta traição.
- 1242 — Após a Disputa de Paris, 10 000 volumes de manuscritos religiosos judaicos foram queimados em Paris.[1]
- 1397 — Formada a União de Kalmar sob o governo de Margarida I da Dinamarca.
- 1462 — Vlad III, o Empalador, tenta assassinar Maomé II, o Conquistador, forçando-o a se retirar da Valáquia.
- 1497 — Batalha de Deptford Bridge: as forças sob o comando do rei Henrique VII derrotam as tropas lideradas por Michael An Gof.[2]
- 1565 — Matsunaga Hisahide assassina o 13º xogum Ashikaga, Ashikaga Yoshiteru.
- 1579 — Sir Francis Drake reivindica uma terra que ele chama de Nova Albion (atual Califórnia) para a Inglaterra.
- 1596 — O explorador holandês Willem Barentsz descobre o arquipélago ártico de Spitsbergen.
- 1631 — Mumtaz Mahal morre durante um parto. Seu marido, Shah Jahan, imperador do Império Mogol, iria gastar 20 anos para construir o seu mausoléu, o Taj Mahal.
- 1665 — Batalha de Montes Claros: Portugal definitivamente garante sua independência da Espanha na última batalha da Guerra da Restauração.
- 1673 — Os exploradores franceses Jacques Marquette e Louis Jolliet chegam ao rio Mississippi e se tornam os primeiros europeus a fazer um relato detalhado de seu curso.
- 1767 — Samuel Wallis, um capitão de navio britânico, avista o Taiti e é considerado o primeiro europeu a chegar à ilha.
- 1775 — Guerra de Independência dos Estados Unidos: colonos infligem pesadas baixas às forças britânicas mesmo perdendo a Batalha de Bunker Hill.
- 1794 — Fundação do Reino da Córsega.
- 1795 — Os burgueses de Swellendam expulsam o magistrado da Companhia Holandesa das Índias Orientais e declaram uma república.
- 1822 — Fundação do Grande Oriente do Brasil.
- 1831 — Império do Brasil: A Regência Trina Permanente, composta por Francisco de Lima e Silva, José da Costa Carvalho e João Bráulio Muniz, é eleita pela Assembleia Geral.
- 1839 — No Reino do Havaí, Kamehameha III emite o edito de tolerância que dá aos católicos romanos a liberdade de religiosa nas ilhas havaianas.
- 1843 — Ocorre o primeiro confronto entre Māoris e colonos britânicos na Guerras da Nova Zelândia.
- 1885 — A Estátua da Liberdade chega ao porto de Nova York.
- 1900 — Rebelião dos Boxers: forças aliadas ocidentais e japonesas capturam os Fortes Taku em Tianjin, China.[3]
- 1901 — College Board apresenta seu primeiro teste padronizado, o precursor do SAT.
- 1910
  - Inaugurado oficialmente em Fortaleza o Theatro José de Alencar.
  - Aurel Vlaicu pilota um A. Vlaicu nr. 1 em seu primeiro voo.
- 1922 — Os aviadores navais portugueses Gago Coutinho e Sacadura Cabral completam a primeira travessia aérea do Atlântico Sul.
- 1926 — É nomeado em Portugal o 2.º governo da Ditadura Militar, chefiado pelo presidente do Ministério Manuel Gomes da Costa.
- 1932 — Bonus Army: Cerca de mil veteranos da Primeira Guerra Mundial se reúnem no Capitólio dos Estados Unidos enquanto o Senado dos EUA considera um projeto de lei que lhes daria certos benefícios.
- 1939 — Última pessoa a ser guilhotinada em público na França Eugen Weidmann, um assassino condenado, é executado em Versalhes fora da prisão de Saint-Pierre.
- 1940 — Os três Países Bálticos: Letônia, Lituânia e Estônia, são ocupados pela União Soviética.
- 1944 — A Islândia torna-se independente da Dinamarca e constitui uma república.
- 1948 — Voo 624 da United Airlines, um Douglas DC-6, cai perto de Mount Carmel, Pensilvânia, matando todas as 43 pessoas a bordo.[4]
- 1952 — A Guatemala aprova o Decreto 900, ordenando a redistribuição de terras não cultivadas.[5]
- 1953 — Guerra Fria: revolta dos trabalhadores na Alemanha Oriental: na Alemanha Oriental, a União Soviética ordena a divisão de tropas em Berlim Oriental para reprimir a rebelião.
- 1959 — Juscelino Kubitschek, presidente do Brasil, rompe com o FMI.[6]
- 1962 — A seleção brasileira, conquista a Copa do Mundo.
- 1963 — Um dia depois que o presidente sul-vietnamita Ngô Đình Diệm anunciou um comunicado para encerrar a crise budista, um motim envolvendo cerca de 2 000 pessoas estourou. Uma pessoa é morta.
- 1963 — Fundação da Associação Desportiva Ferroviária, clube de futebol em Cariacica, Espírito Santo
- 1967 — Teste de arma nuclear: a República Popular da China anuncia um teste bem-sucedido de sua primeira arma termonuclear.
- 1971 — O presidente dos Estados Unidos, Richard Nixon, em uma coletiva de imprensa televisionada, chamou o abuso de drogas de "inimigo público número um da América", iniciando a Guerra contra as drogas.[7]
- 1972 — Escândalo Watergate: cinco agentes da Casa Branca são presos por roubar os escritórios do Comitê Nacional Democrata durante uma tentativa de membros do governo do presidente Richard M. Nixon de grampear ilegalmente a oposição política como parte de uma campanha mais ampla para subverter o processo do regime democrático.[8]
- 1985 — Missão STS-51-G: lançamento do ônibus espacial Discovery transportando o sultão bin Salman, o primeiro árabe e o primeiro muçulmano no espaço, como especialista de carga.
- 1987 — Com a morte do último indivíduo da espécie, o pardal marinho se torna extinto.
- 1989 — O voo Interflug 102 cai durante uma decolagem abortada do Aeroporto de Berlim-Schönefeld, matando 21 pessoas.[9]
- 1991 — Apartheid: o Parlamento sul-africano revoga a Lei de Registro da População, que exigia a classificação racial de todos os sul-africanos ao nascer.
- 1992 — Um acordo de "entendimento conjunto" sobre redução de armas é assinado pelo presidente dos Estados Unidos, George Bush, e pelo presidente russo, Boris Yeltsin (isso seria posteriormente codificado no START II).
- 1994 — O.J. Simpson é preso pelos assassinatos sua ex-esposa, Nicole Brown Simpson, e do amigo dela, Ron Goldman.
- 2013 — Protestos gerais em várias cidades do Brasil reúnem mais de um milhão pessoas em todo o país.
- 2015 — Nove pessoas são mortas em um assassinato em massa na igreja episcopal metodista africana de Emanuel, em Charleston, Carolina do Sul.
- 2017 — Uma série de incêndios florestais na região central de Portugal mata pelo menos 64 pessoas e fere outras 204.

## Nascimentos

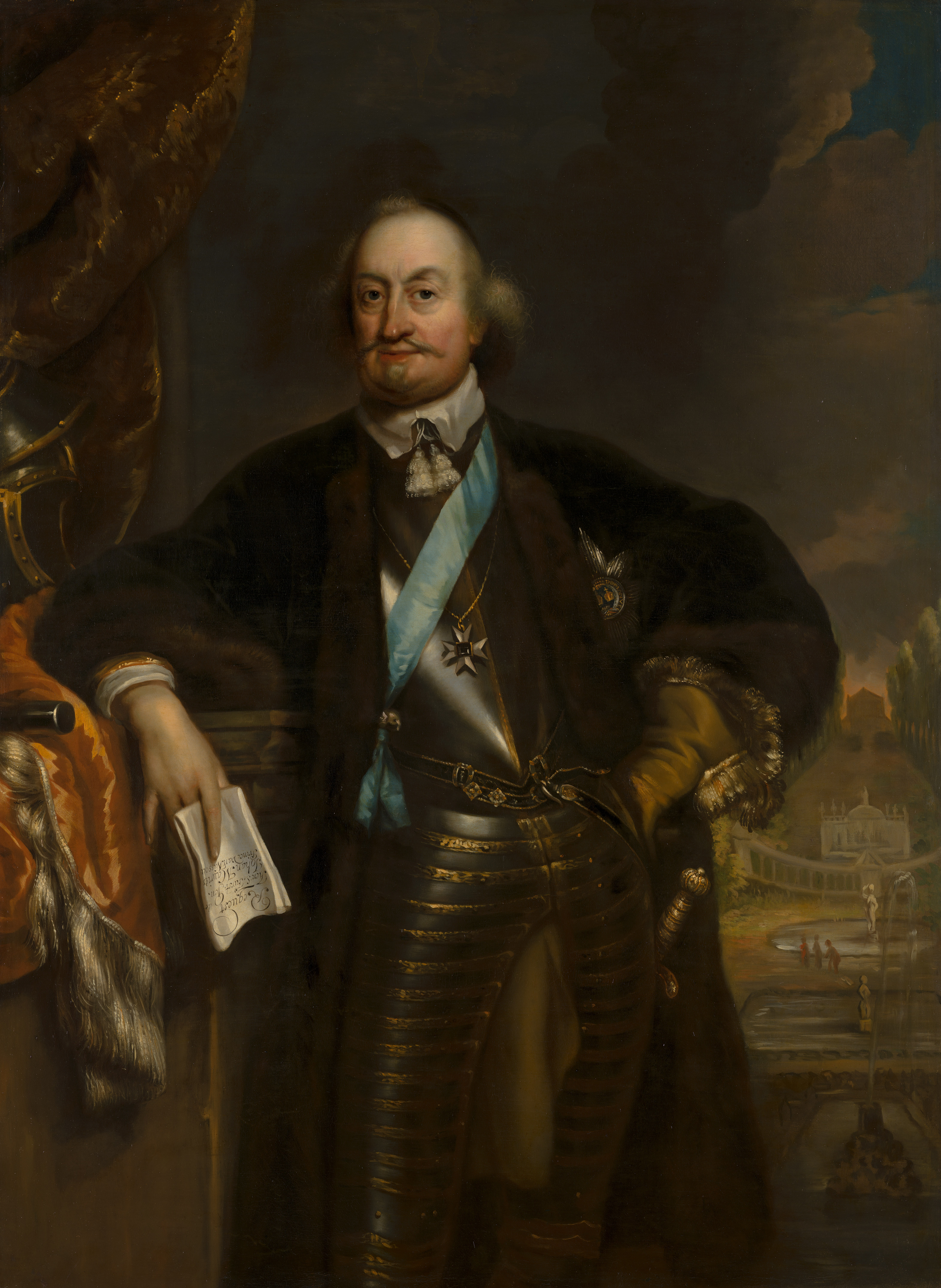
João Maurício de Nassau

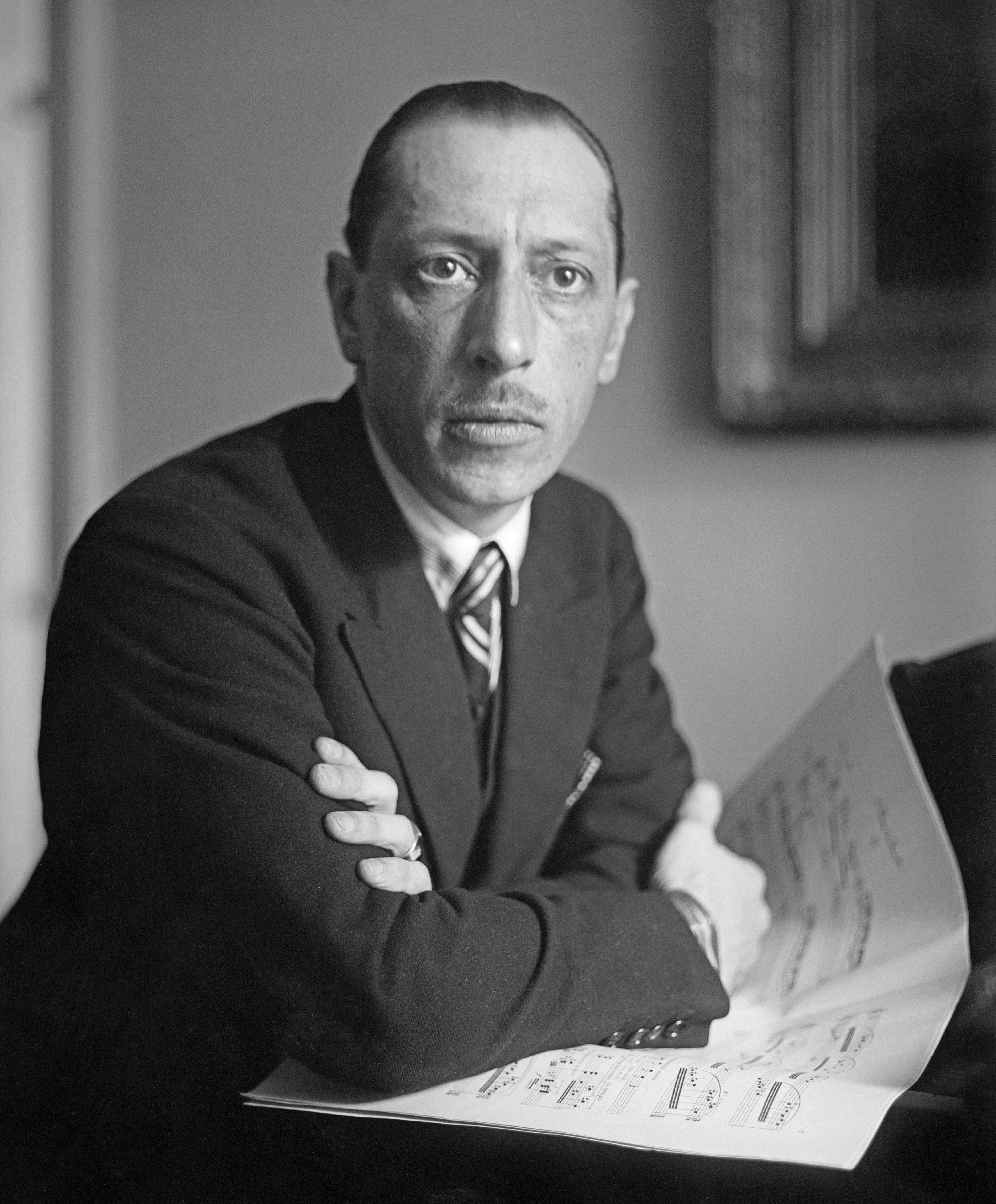
Ígor Stravinski

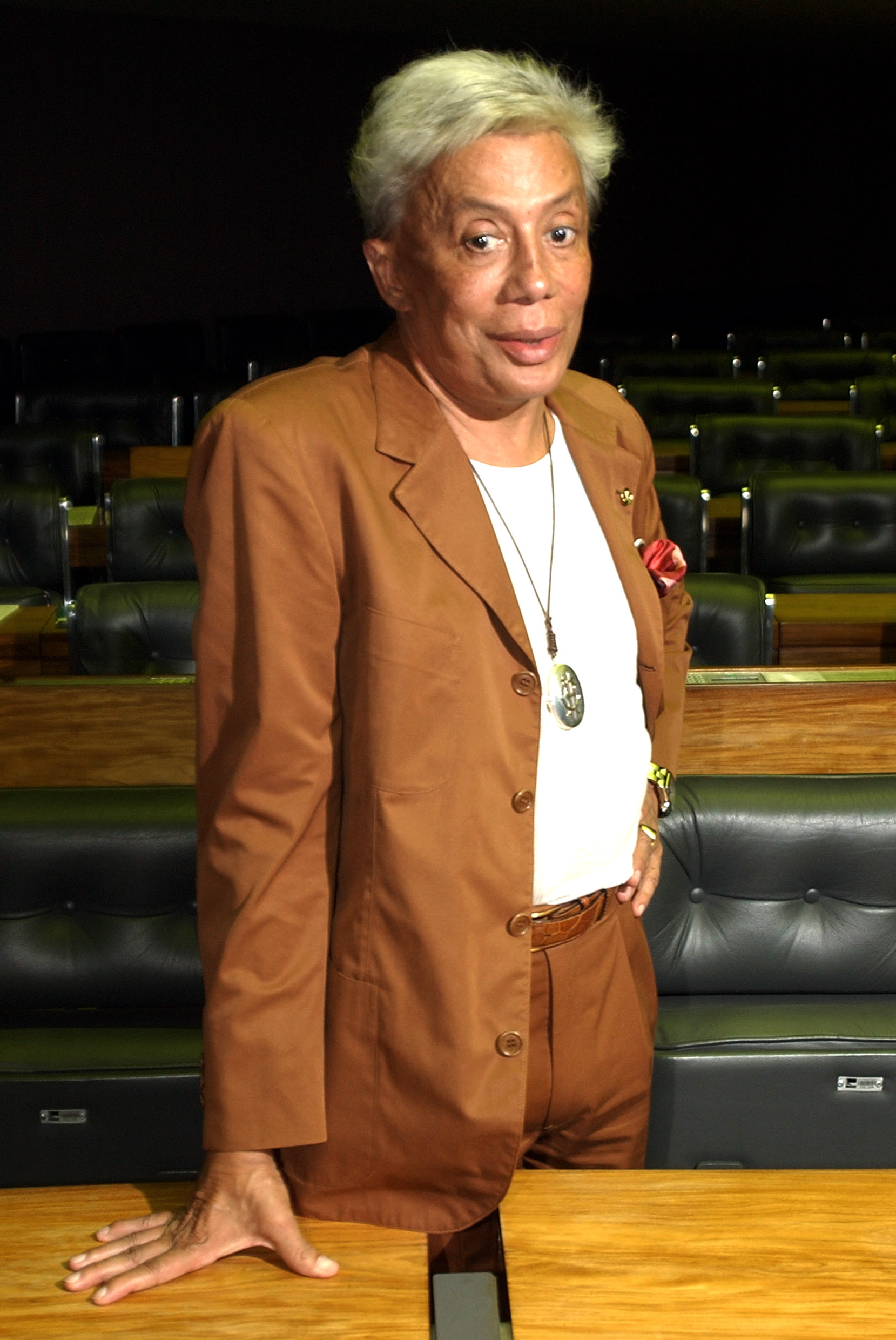
Clodovil Hernandes

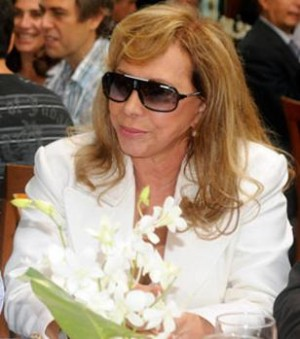
Arlete Salles

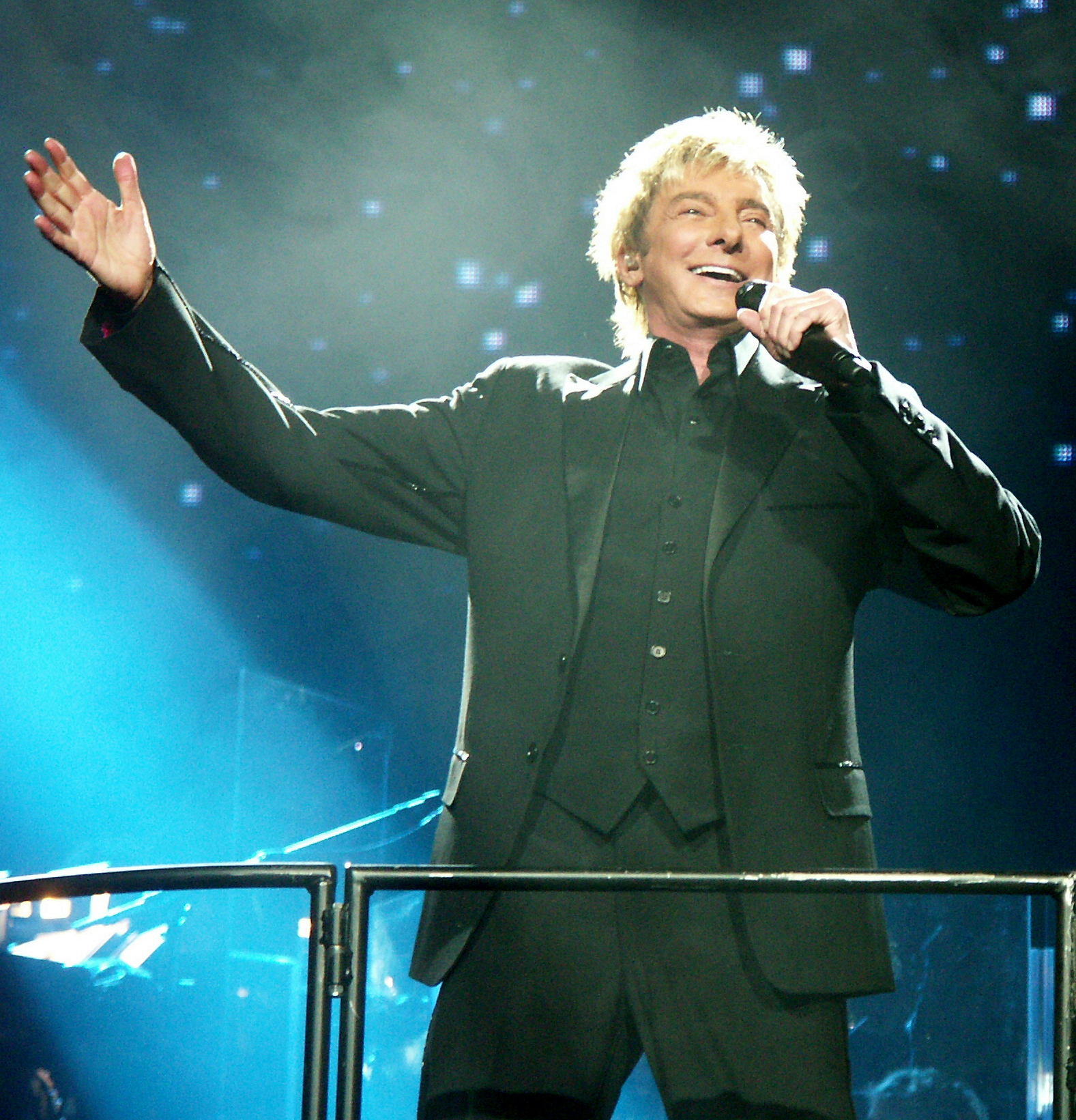
Barry Manilow

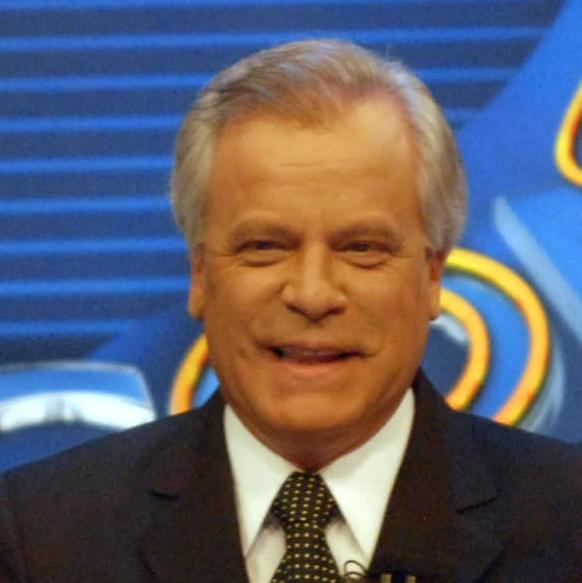
Chico Pinheiro

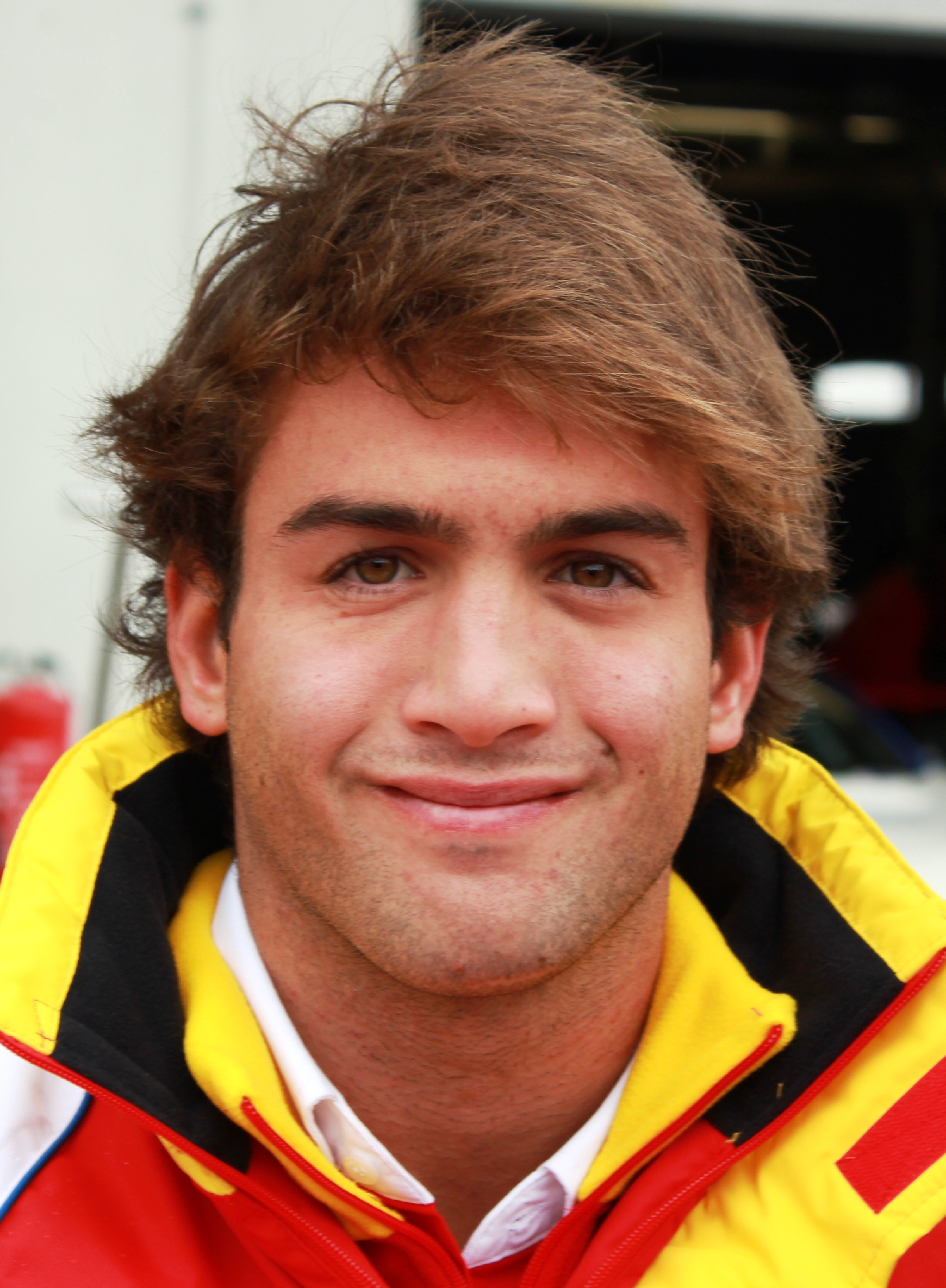
André Negrão

### Anterior ao século XIX
- 1239 — Eduardo I de Inglaterra (m. 1307).
- 1571 — Thomas Mun, escritor inglês (m. 1641).
- 1603 — José de Cupertino, frade e santo católico (m. 1663).
- 1604 — João Maurício de Nassau (m. 1679).
- 1610 — Birgitte Thott, escritora e tradutora dinamarquesa (n. 1662)
- 1682 — Carlos XII da Suécia (m. 1718).
- 1691 — Giovanni Paolo Pannini, pintor e arquiteto italiano (m. 1765).
- 1693 — Johann Georg Walch, teólogo alemão (m. 1775).
- 1704 — John Kay, engenheiro inglês (m. 1780).
- 1714 — César François Cassini de Thury, astrônomo e cartógrafo francês (m. 1784).
- 1718 — George Howard, marechal de campo e político inglês (m. 1796).
- 1778 — Gregory Blaxland, explorador anglo-australiano (m. 1853).
- 1781 — Frederick Adam, militar britânico (m. 1853).

### Século XIX
- 1811
  - Adolphe d'Ennery, dramaturgo e romancista francês (m. 1899).
  - Clarence Paget, político e escultor britânico (m. 1895).
- 1832
  - William Crookes, físico, químico e pesquisador de fenômenos espíritas britânico (m. 1919).
  - C.B. Clarke, botânico britânico (m. 1906).
- 1880 — Carl van Vechten, escritor e fotógrafo estado-unidense (m. 1964).
- 1882 — Ígor Stravinski, compositor russo (m. 1971).
- 1888 — Heinz Guderian, general alemão (m. 1954).
- 1897 — António Fragoso, compositor português (m. 1918).
- 1898 — Maurits Escher, artista visual neerlandês (m. 1972).

### Século XX

#### 1901–1950
- 1901 — Miklos Nyiszli, médico húngaro (m. 1956).
- 1903 — William Vallance Douglas Hodge, matemático britânico (m. 1975).
- 1904 — Ralph Bellamy, ator norte-americano (m. 1991).
- 1906
  - Aldo Bonadei, pintor brasileiro (m. 1974).
  - Thomas George Cowling, astrônomo britânico (m. 1990).
- 1908 — Alfredo Enrique Peralta Azurdia, militar e político guatemalteco (m. 1997).
- 1909
  - Régine Pernoud, historiadora, arquivista e paleógrafa francesa (m. 1998).
  - Ralph E. Winters, editor de cinema canadense (m. 2004).
- 1912
  - Myron Fohr, automobilista norte-americano (m. 1994).
  - Wilfried Soltau, canoísta alemão (m. 1995).
- 1914
  - Julián Marías, filósofo e escritor espanhol (m. 2005).
  - John Van Alphen, futebolista belga (m. 1961).
- 1915 — Mario Echandi Jiménez, político costarriquenho (m. 2011).
- 1918
  - Raúl "Chato" Padilla, ator mexicano (m. 1994).
  - Ajahn Chah, monge budista tailandês (m. 1992).
- 1919
  - Galina Ustvolskaya, compositora russa (m. 2006).
  - Beryl Reid, atriz britânica (m. 1996).
- 1920 — François Jacob, biólogo francês (m. 2013).
- 1922 — Jerry Fielding, compositor norte-americano (m. 1980).
- 1923
  - Anthony Bevilacqua, cardeal norte-americano (m. 2012).
  - Edward J. Ruppelt, militar norte-americano (m. 1960).
- 1925 — Alexander Shulgin, farmacologista, químico e pesquisador de drogas russo-americano (m. 2014).
- 1927 — Joel Ivo Catapan, bispo brasileiro (m. 1999).
- 1928
  - Juan María Bordaberry, político uruguaio (m. 2011).
  - Peter Seiichi Shirayanagi, cardeal japonês (m. 2009).
  - Angel Vianna, bailarina e coreógrafa brasileira (m. 2024).
- 1929
  - James Shigeta, ator e cantor americano (m. 2014).
  - Tigran Petrosian, enxadrista soviético (m. 1984).
- 1930 — Gun Röring, ginasta sueca (m. 2006).
- 1932
  - Edward Frederick Anderson, botânico norte-americano (m. 2001).
  - Walter Kollmann, futebolista austríaco (m. 2017).
- 1933
  - H. Guy Hunt, político norte-americano (m. 2009).
  - Jean-Paul Mauric, cantor francês (m. 1971).
- 1934 — Salim Rubai Ali, político iemenita (m. 1978).
- 1936 — Ken Loach, cineasta britânico.
- 1937
  - Clodovil Hernandes, estilista, apresentador de TV e político brasileiro (m. 2009).
  - Aracy Cardoso, atriz brasileira (m. 2017).
  - Theodor Nelson, filósofo e sociólogo norte-americano.
- 1938
  - Félix Mourinho, futebolista e treinador de futebol português (m. 2017).
  - Grethe Ingmann, cantora dinamarquesa (m. 1990).
- 1940
  - George Arthur Akerlof, economista norte-americano.
  - Marcel Aubour, ex-futebolista francês.
- 1941 — William Lucking, ator norte-americano (m. 2021).
- 1942
  - Roberto Livi, cantor, compositor e produtor argentino (m. 2019).
  - Arlete Salles, atriz brasileira.
  - Mohamed ElBaradei, diplomata egípcio.
- 1943
  - Barry Manilow, cantor e compositor estadunidense.
  - Chantal Mouffe, cientista política belga.
  - Maria Sylvia Zanella Di Pietro, escritora e professora universitária brasileira.
  - Burt Rutan, engenheiro aeroespacial norte-americano
- 1944 — Peter Giles, baixista e cantor britânico.
- 1945
  - Eddy Merckx, ex-ciclista belga.
  - Tommy Franks, militar norte-americano.
  - Paul Kennedy, historiador britânico.
  - Arthur Verocai, compositor e maestro brasileiro.
- 1946
  - Eduardo Camaño, político argentino.
  - Gérard Grisey, compositor francês (m. 1998).
- 1947
  - Christopher Allport, ator norte-americano (m. 2008).
  - George S. Clinton, compositor norte-americano.
- 1948
  - Joaquín Almunia, economista e político espanhol.
  - Richard Joseph Gagnon, arcebispo canadense.
  - Sho Kosugi, ator e artista marcial japonês.
- 1950 — Lee Tamahori, diretor de cinema neozelandês.

#### 1951–2000
- 1951 — Starhawk, escritora norte-americana.
- 1952
  - Miguel Ángel Ayuso Guixot, cardeal espanhol (m. 2024)
  - Walter Mantegazza, futebolista uruguaio (m. 2006)
- 1953 — Chico Pinheiro, jornalista brasileiro.
- 1954 — Elizabeth Diller, arquiteta norte-americana.
- 1957
  - Philip Chevron, cantor, músico e produtor musical irlandês (m. 2017).
  - Jon Gries, ator norte-americano.
- 1958
  - Jello Biafra, cantor e compositor norte-americano.
  - Jerry Carl, empresário e político norte-americano.
- 1959
  - Adri van der Poel, ex-ciclista neerlandês.
  - Ulrike Richter, ex-nadadora alemã.
- 1960 — Adrián Campos, automobilista e empresário espanhol (m. 2021).
- 1961 — Denis Lavant, ator francês.
- 1962
  - Lio, cantora e atriz portuguesa.
  - Kōichi Yamadera, ator, cantor e dublador japonês.
  - Xavier Sala i Martín, economista espanhol.
- 1963
  - Greg Kinnear, ator estado-unidense.
  - Luiz Augusto Zanon, ex-jogador e treinador de basquete brasileiro.
- 1964
  - Rinaldo Capello, automobilista italiano.
  - Erin Murphy, atriz norte-americana.
  - Michael Gross, ex-nadador alemão.
- 1965
  - José Óscar Herrera, ex-futebolista uruguaio.
  - Arabian Prince, rapper norte-americano.
- 1966
  - Jason Patric, ator norte-americano.
  - Sikêra Júnior, apresentador e jornalista brasileiro
- 1967
  - Zinho, ex-futebolista brasileiro.
  - Jozef Síkela, político tcheco.
  - Alex Azar, político e advogado estadunidense.
- 1968
  - Luis Barbat, ex-futebolista uruguaio.
  - Évariste Ndayishimiye, político e militar burundinês.
- 1969
  - Paul Tergat, maratonista queniano.
  - Haroldo Ferretti, músico brasileiro.
  - Alexandre Moreno, ator, apresentador, cantor, compositor e produtor brasileiro
  - Ilya Tsymbalar, futebolista e treinador de futebol ucraniano (m. 2013).
  - Roberto Laiseka, ex-ciclista espanhol.
- 1970
  - João Marcelo Bôscoli, produtor musical e empresário brasileiro.
  - Will Forte, ator, roteirista, dublador e comediante norte-americano.
- 1971 — Paulina Rubio, cantora e atriz mexicana.
- 1972
  - Bjørn Tore Kvarme, ex-futebolista norueguês.
  - Dan Burincă, ex-ginasta romeno.
- 1973
  - Leander Paes, ex-tenista indiano.
  - Krayzie Bone, rapper norte-americano.
  - Óscar Lagos, ex-futebolista hondurenho.
- 1974 — Steve Peat, ciclista britânico.
- 1975
  - Chloe Jones, atriz e modelo estado-unidense (m. 2005).
  - Juan Carlos Valerón, ex-futebolista e treinador de futebol espanhol.
  - Shoji Jo, ex-futebolista japonês.
  - Néstor Pitana, ex-árbitro de futebol argentino.
- 1976
  - Sven Nys, ciclista belga.
  - Peter Svidler, enxadrista russo.
- 1978
  - Isabelle Delobel, ex-patinadora artística francesa.
  - Kumiko Aso, atriz japonesa.
  - Masato Uchishiba, judoca japonês.
- 1979 — Nick Rimando, ex-futebolista norte-americano.
- 1980
  - Cinthya Rachel, atriz, apresentadora e diretora de dublagem brasileira.
  - Fofinha, ex-jogadora de vôlei brasileira.
  - Elisa Rigaudo, atleta de marcha atlética italiana.
  - Venus Williams, tenista estado-unidense.
- 1982
  - Marcos Pitombo, ator brasileiro.
  - Dramane Traoré, ex-futebolista malinês.
  - Alex Costa, futebolista brasileiro.
  - Jodie Whittaker, atriz britânica.
  - Alexandre Alphonse, ex-futebolista francês.
- 1983 — Kazunari Ninomiya, cantor e ator japonês.
- 1984
  - Chris Weidman, lutador americano de artes marciais mistas..
  - John Gallagher Jr., ator e músico norte-americano.
- 1985
  - Diego Souza, ex-futebolista brasileiro.
  - Rafael Sóbis, ex-futebolista brasileiro.
- 1986
  - Apoula Edel, ex-futebolista armênio.
  - Marie Avgeropoulos, atriz e modelo canadense.
  - Jessica McNamee, atriz australiana.
- 1987
  - Kendrick Lamar, rapper estadunidense.
  - Rebecca Breeds, atriz australiana.
  - Liu Jianye, futebolista chinês.
- 1988
  - Rodney Wallace, ex-futebolista costarriquenho.
  - Aline Frazão, cantora e compositora angolana.
- 1989
  - Harun Tekin, futebolista turco.
  - Graham Vigrass, ex-jogador de vôlei canadense.
- 1990
  - Bruna Olly, cantora brasileira.
  - Alan Dzagoyev, ex-futebolista russo.
  - Jordan Henderson, futebolista britânico.
  - Joel Robles, futebolista espanhol.
  - Tiago Pagnussat, futebolista brasileiro.
- 1992
  - André Negrão, automobilista brasileiro.
  - Patrícia Morais, futebolista portuguesa.
  - Neris, futebolista brasileiro.
- 1993 — Georges Niang, jogador de basquete norte-americano.
- 1994
  - Rodrigo Dourado, futebolista brasileiro.
  - Aimé De Gendt, ciclista belga.
  - Martín Benítez, futebolista argentino.
- 1995
  - Clément Lenglet, futebolista francês.
  - Lourdes Mohedano, ginasta espanhola.
  - Ádám Nagy, futebolista húngaro.
- 1997
  - KJ Apa, ator neozelandês.
  - Alexander Bublik, tenista cazaque.
  - Harm Vanhoucke, ciclista belga.
- 1999
  - Luis Sinisterra, futebolista colombiano.
  - Immanuel Quickley, jogador de basquete norte-americano.
  - Elena Rybakina, tenista cazaque.
  - Halls, futebolista brasileiro.
  - Vinícius Souza, futebolista brasileiro.
  - Noa Lang, futebolista neerlandês.
- 2000 — Odessa A'zion, atriz norte-americana.

### Século XXI
- 2001 — Jurriën Timber, futebolista neerlandês.
- 2005 — Funa Nakayama, skatista japonesa.

## Mortes

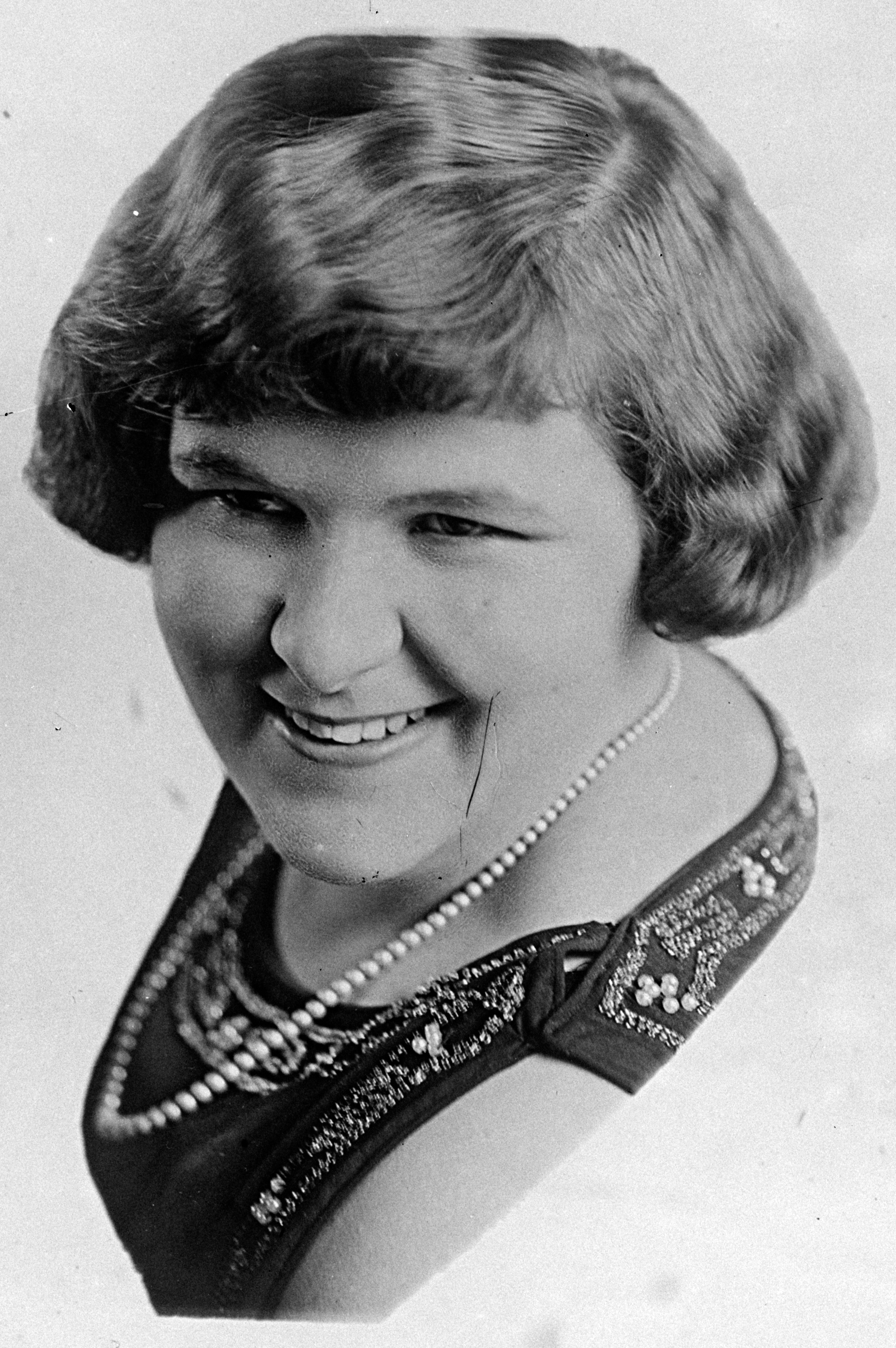
Kate Smith

### Anterior ao século XIX
- 0656 — Otomão, califa ortodoxo (n. 570).
- 0676 — Papa Adeodato II (n. 672).
- 1025 — Boleslau I da Polônia (n. 992).
- 1320 — Branca de França, infanta de Castela (n. 1253).
- 1463 — Catarina, infanta de Portugal e religiosa (n. 1436).
- 1496 — Madalena de Brandemburgo, condessa alemã (n. 1460).
- 1629 — João III Sobieski da Polônia (n. 1696)
- 1683 — Manuel Pousão, compositor português (n. 1594)
- 1729 — Jean Meslier, filósofo francês (n. 1664).
- 1756 — Jean Audran, gravurista francês (n. 1667).
- 1777 — Catherine Douglas, Duquesa de Queensberry (n. 1701).

### Século XIX
- 1821 — Martín Miguel de Güemes, general e político argentino (n. 1785).
- 1845 — Richard Barham, escritor e clérigo britânico (n. 1788).
- 1898 — Edward Burne-Jones, pintor britânico (n. 1833).

### Século XX
- 1903 — Thomas William Allies, historiador britânico (n. 1813).
- 1939 — Eugen Weidmann, criminoso alemão (n. 1908).
- 1961 — Jeff Chandler, ator norte-americano (n. 1918).
- 1968 — José Nasazzi, futebolista uruguaio (n. 1901).
- 1985 — Masaharu Taniguchi, líder religioso japonês (n. 1893).
- 1986 — Kate Smith, cantora estadunidense (n. 1907).
- 1996 — Thomas Kuhn, filósofo norte-americano (n. 1922).

### Século XXI
- 2001 — Donald James Cram, químico estadunidense (n. 1919).
- 2002 — Fritz Walter, futebolista alemão (n. 1920).
- 2006 — Bussunda, humorista brasileiro (n. 1962).
- 2007
  - Gianfranco Ferrè, designer de moda italiano (n. 1944).
  - Abílio Osório Soares, político timorense (n. 1947).
  - Angelo Felici, cardeal italiano (n. 1919).
  - Durval Ferreira, compositor e produtor musical brasileiro (n. 1935).
- 2008
  - Cyd Charisse, atriz norte-americana (n. 1922).
  - Violeta Arraes, socióloga, psicanalista e ativista política brasileira (n. 1926).
- 2009
  - José Calvário, maestro, compositor e produtor português (n. 1951).
  - Ralf Dahrendorf, sociólogo e político teuto-americano (n. 1929).
  - Perry Salles, ator e diretor brasileiro (n. 1939).
- 2012 — Rosângela Maldonado, atriz e diretora brasileira (n. 1928).
- 2015 — Antonio Paes de Andrade, político brasileiro (n. 1927).
- 2016 — Rubén Aguirre, ator, produtor, roteirista e diretor mexicano (n. 1934).
- 2019 — Mohamed Morsi político egípcio (n. 1951).
- 2020 — Jean Kennedy Smith, diplomata e ativista norte-americana (n. 1928).
- 2022 — Jean-Louis Trintignant, ator francês (n. 1930).
- 2024 — Jacqueline Laurence, atriz franco-brasileira (n. 1932).
- 2025 — Cícero Sandroni, jornalista e escritor brasileiro (n. 1935).

## Feriados e eventos cíclicos

### Brasil
- Dia do Funcionário público aposentado
- Dia da Fundação do Grande Oriente do Brasil - GOB
- Dia do Gestor Ambiental.
- Dia da Medicina Veterinária Militar Brasileira
- Aniversário de São João da Barra, Rio de Janeiro.

### Internacional
- Dia Mundial do Combate à Seca e à Desertificação - Adotado pela ONU.
- Dia dos pais (em El Salvador e na Guatemala).
- Dia da Independência da Islândia.

### Cristianismo
- Manuel da Pérsia
- Pierre-Joseph Cassant

## Outros calendários
- No calendário romano era o 15º dia (XV) antes das calendas de julho.
- No calendário litúrgico tem a letra dominical G para o dia da semana.
- No calendário gregoriano a epacta do dia é x.